# Elmo (Tolkien)
Elmo je izmišljen lik iz Tolkienove mitologije, serije knjig o Srednjem svetu britanskega pisatelja J. R. R. Tolkiena.
Bil je mlajši brat Thingola in Olwëja. Njegovo ime je omenjeno le v zbirki Nedokončane zgodbe v pogovoih med Galadrielom in Celebornom.